# Bataille d'Ostrovno
Sixième Coalition
Batailles
Campagne de Russie (1812)
- Liste des batailles
- Mir
- Moguilev
- Ostrovno
- Vitebsk
- Kliastitsy
- Smolensk
- 1re Polotsk
- Valoutina Gora
- Moskova
- Moscou
- Winkowo
- 2e Polotsk
- Maloïaroslavets
- Gorodnia
- Czaśniki
- Viazma
- Smoliani
- Krasnoï
- Bérézina

Campagne d'Allemagne (1813)
- Dantzig
- Lunebourg
- Möckern
- Lützen
- Bautzen
- Reichenbach
- Haynau
- Luckau
- Hoyerswerda
- Lauenbourg
- Goldberg
- Gross Beeren
- Katzbach
- Dresde
- Kulm
- Dennewitz
- Peterswalde
- Liebertwolkwitz
- Leipzig
- Hanau
- Sehested
- Torgau
- Hambourg

Campagne de France (1814)
- Sainte-Croix-en-Plaine
- Besançon
- Mayence
- Metz
- Saint-Avold
- 1re Saint-Dizier
- Brienne
- La Rothière
- Campagne des Six-Jours (Champaubert
- Montmirail
- Château-Thierry
- Vauchamps)
- Mormant
- Montereau
- Bar-sur-Aube
- Saint-Julien
- Laubressel
- Berry-au-Bac
- Craonne
- Coutures
- Laon
- Soissons
- Mâcon
- Reims
- Saint-Georges-de-Reneins
- Limonest
- Arcis-sur-Aube
- Fère-Champenoise
- 2e Saint-Dizier
- Meaux
- Claye
- Villeparisis
- Paris

- Feistritz
- Caldiero (en)
- Trieste
- Mincio

- Hoogstraten (de)
- Anvers
- Berg-op-Zoom
- Courtrai

La bataille d'Ostrovno, ou bataille Ostrowno, est une bataille d'arrière-garde qui s'est déroulée du 25 au 27 juillet 1812, afin de limiter l'avance de l'avant-garde française, entre les corps français du maréchal Ney, du prince Eugène, la cavalerie du maréchal Murat, et les corps russes du comte Ostermann-Tolstoï et Piotr Petrovitch Konovnitsyne. 

## Préambule
Au début de la campagne de Russie à la fin du mois de juin 1812, l'empereur Napoléon Ier lance une série de manœuvres, avec sa Grande Armée afin d'envelopper les armées impériales russes. La première manœuvre de Napoléon à Vilna échoue sans qu'aucun engagement n'ait eu lieu,. Napoléon lance alors une seconde tentative de ce type en direction de Vitebsk dans le but de tourner la principale armée russe commandée par Barclay de Tolly.
Le 17 juillet 1812, l'armée russe composée de cinq corps d'armée, chacun de deux divisions d'infanterie et quatre divisions de cavalerie, quitte Drissa. Le corps commandé par le prince Wittgenstein est chargé de couvrir Saint-Pétersbourg, tandis que les quatre autres corps arrivent le 24 juillet à Vitebsk et passent sur la rive gauche de la Dvina. Le corps d'Ostermann-Tolstoï avec une partie de la cavalerie de la Garde se met en marche, le 25 juillet, sur Ostrovno.
Le général de Nansouty avec les divisions de cavalerie Bruyère et Saint-Germain et le 8e régiment d'infanterie légère rencontre les forces russes 2 lieues avant Ostrovno.

## Déroulement de la bataille

### 25 juillet
L'arrière-garde d'Ostermann-Tolstoï se composait du 4e corps d'infanterie, de deux régiments de hussards, d'une brigade de dragons et d'une compagnie d'artillerie à cheval totalisant de 6 000 à 9 000 soldats.

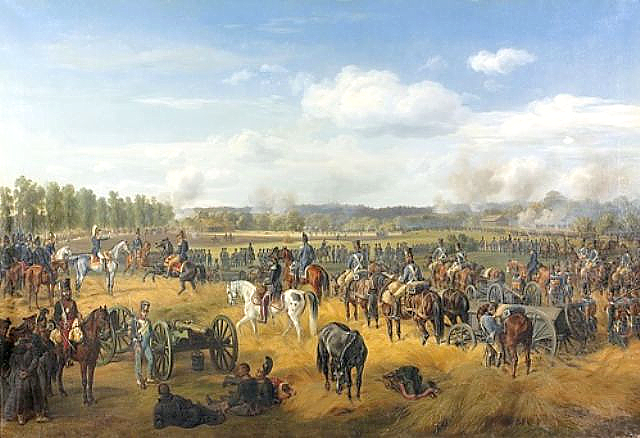
Bataille d'Ostrowno, Albrecht Adam (1786-1862)

Les régiments de hussards et le régiment de cavalerie de Nijyn (ru), qui étaient à l'arrière-garde, rencontrèrent un piquet français, l'attaquèrent et le poursuivirent en direction du village d'Ostrovno (à environ 25 km à l’ouest de Vitebsk), où, à 8 km d'Ostrovno, ils rencontrent le gros des forces de l'avant-garde française sous le commandement de Murat, composé de la 1re division de hussards (général Bruyère) et de la 1re division de cuirassiers (général de Saint-Germain). Murat avait de l'artillerie à cheval, mais pas d'infanterie.
Une contre-bataille éclate, qui dure toute la journée. Le ,8e régiment de hussards vainc deux escadrons de hussards russes et capture six canons d'artillerie à cheval dans la forêt. Pour contrer ce succès des Français, Osterman amène le deuxième régiment de hussards au combat et aligne ses troupes, bloquant la route de Vitebsk. Le flanc gauche de l'avant-garde repose sur une forêt marécageuse, et le flanc droit est couvert par la Dvina. L'artillerie russe pilonne la route, infligeant de lourdes pertes à la cavalerie française qui s'y blottit.
En raison de l'exiguïté de la position et du manque d'infanterie, Murat ne peut pas se rendre compte pleinement de sa supériorité numérique, il doit donc effectuer une série d'attaques frontales féroces. Les attaques sont menées par la cavalerie le long de la route, où deux bataillons d'infanterie russe alignés des deux côtés de la route en carré, rendant l'infanterie vulnérable à l'action de l'artillerie française. Les troupes repoussent farouchement les attaques, tout en subissant des pertes importantes.
Les soldats d'Ostermann attaquent les Français directement à travers les bois, et dans les bois, mais sont repoussés. Les Français n'arrivent pas à percer la formation d'infanterie avec leur cavalerie, et  les attaques russes sont repoussées par l'artillerie française. Lorsque le 13e régiment d'infanterie russe s'approche de Murat, la division Delzon du corps de Beauharnais la laisse passer à travers les bois pour contourner le flanc gauche des Russes. Osterman se retire à Vitebsk dans une nouvelle position, et, la nuit apporte un répit au 4e corps russe.

### 26 juillet
Le 4e corps d'Ostermann est remplacé par la 3e division d'infanterie de Konovnitsyne et une division de cuirassiers du corps de cavalerie d'Ouvarov. Ils prennent position derrière un ravin près du village de Kukovachino. Pendant la nuit, Osterman prend position derrière Konovnitsyne en tant que réserve, renforcée par une division de cuirassiers, qui n'entre pas en action en raison du terrain accidenté.
Le matin du 26 juillet, Murat est approché par le corps d'Eugène de Beauharnais, et la bataille sur la route étroite dans la forêt reprend avec les 8e régiment d'infanterie légère, les 84e et 92e régiment d'infanterie de ligne, et le 1er régiment d'infanterie croates.
Tandis que Murat se concentre sur l'attaque du flanc gauche russe, les Russes attaquent avec succès le flanc gauche français, où ils dispersent un bataillon de Croates et le 84e régiment d'infanterie. Le flanc gauche des Français vacille et s'enfuit, mais Murat dirige les lanciers polonais, tandis que d'autres généraux français parviennent à arrêter la fuite des soldats et à les ramener au combat. Les positions du flanc gauche sont rétablies et les Russes se retirent dans les bois. Sur le flanc droit, l'avance française est freinée par les tirs de l'artillerie lourde et les ravins qui gênent la cavalerie française. Barclay envoie le lieutenant-général Toutchkov avec une division de grenadiers pour renforcer l'arrière-garde, et il en prend également le commandement.
Vers 14 heures, Napoléon se rend personnellement au corps français et en prend le commandement. Vers 15 heures, les Français renversent les Russes, et la retraite est presque une mise en fuite en raison du désordre du commandement.
Dans la soirée, les Français s'approchent de Vitebsk, mais fatigués de la bataille, ils s'arrêtent pour souffler et faire une reconnaissance. A 22 heures, en visitant les avant-postes, le général Roussel est tué par un éclaireur français qui le prend pour un ennemi.

### 27 juillet
Ayant appris le retrait des régiments français, Barclay rassemble toutes les troupes près de Vitebsk en un seul endroit et détruit les communications avec la rive droite de la Dvina. Son intention était de livrer bataille aux Français, de retarder leur avance et de faire la jonction avec la 2e armée de Bagration. La 1re armée prend position au-delà de la rivière Luchosa (ru), posant son flanc droit sur la Dvina et se rapprochant d'une forêt sur le flanc gauche. Cependant, tôt le matin du 27 juillet, un courrier de Bagration se précipite au camp de Barclay avec un message indiquant qu'il se dirigeait vers Smolensk. De plus, les prisonniers informent les Russes de l'arrivée de Napoléon, soit 150 000 Français contre 75 000 Russes. Dans la nuit du 26 au 27 juillet, l'armée russe change de position, passant des rives de la Luchosa à la route de Babinovichi, c'est-à-dire qu'elle se préparait à se retirer, bien qu'elle continuait à donner l'impression de se préparer à une bataille générale.
A la pointe du jour, Eugène de Beauharnais fait déboucher la division Broussier. Tandis que la division Broussier passe par le grand chemin, le 18e régiment d'infanterie légère et la brigade de cavalerie légère du baron de Piré tournent par la droite. Après avoir fait réparer un petit pont que les russes avaient détruit, les français aperçoivent l'arrière garde Russe. 

Cette arrière-garde est dirigée par le comte Pahlen avec des troupes fraîches, composée de 3 000 à 4 000 fantassins, de 4 000 cavaliers et de 40 canons. 

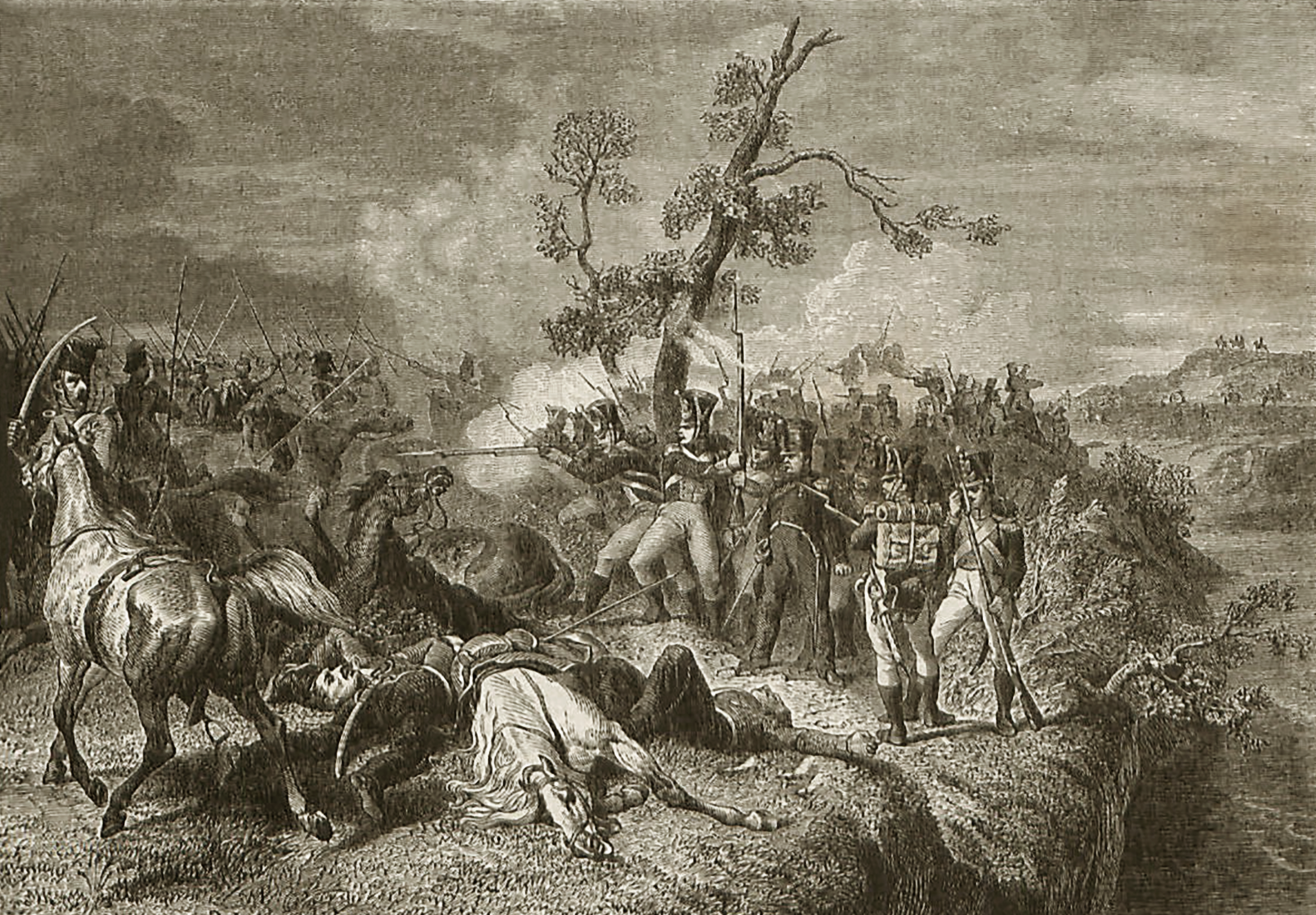
Les voltigeurs repoussent une attaque de lanciers russes lors de la bataille d'Ostrovno

Pahlen prend position à 8 kilomètres de Vitebsk derrière le village de Dobreika, avec la rivière Luchosa (ru) à l'arrière.

Broussier prend position sur une éminence avec le 53e régiment d'infanterie de ligne, en attendant que toute sa division passe le défilé.
Deux compagnies de voltigeurs partent en éclaireurs et longent la rive du fleuve en marchant sur une énorme masse de cavalerie russe, qui fait mouvement et enveloppe les 200 hommes. Ceux-ci se réunissent et, totalement investis de tous côtés, ils résistent durant une heure, permettant à la cavalerie français de déboucher, jetant à terre plus de 300 cavaliers ennemis.

La division Delzons passe à l'attaque et rejette l'infanterie et l'artillerie russe dans la plaine, ou se trouve 15 000 hommes de cavalerie et 60 000 hommes d'infanterie. 
L'arrière-garde de Pahlen combat de 5 heures du matin à 15 heures, après quoi elle se retire derrière la Luchosa, où la 1re armée de Barclay était récemment stationnée. Clausewitz, qui était personnellement présent au quartier général de Pahlen, attribue la lenteur de l'assaut français sur la faible barrière russe au désir de Napoléon de se préparer minutieusement à la bataille générale prévue par l'empereur pour le lendemain. Selon les mémoires du comte Ségur, Napoléon a même ordonné l'abandon des attaques contre Pahlen à 11 heures du matin afin de pouvoir inspecter le champ de bataille à venir, ainsi que de faire remonter les traînards.

La veille, les Français avaient observé depuis les hauteurs le déploiement de l'armée russe sur les rives de la Luchosa. Après le changement de position, selon le témoignage du général Iermolov, ils n'ont pas eu l'occasion de voir l'armée principale, mais ont continué à croire en l'intention des Russes de défendre Vitebsk.
Mais à 13 heures, le 27 juillet, la 1re armée de Barclay se déplace silencieusement en trois colonnes dans Smolensk, ce que les Français ne soupçonnent pas. Le terrain boisé et la barrière de Pahlen dissimulent la retraite de l'armée russe, dont Napoléon n'apprend l'existence que le matin du 28 juillet.

## Bilan
Le résultat des trois combats de cette bataille sont : 
Russes
- Prise de 10 pièces de canons russes attelées, les canonniers ayant été sabrés
- 20 caisses de munitions russes prises
- 1 500 prisonniers russes
- 5 000 à 6 000 russes tués ou blessés

Français
- 200 tués
- 900 blessés
- 50 prisonniers

Le Roi de Naples fait un éloge particulier aux généraux Bruyère, Piré et d'Ornano et du colonel Radziwill commandant le 9e régiment de lanciers polonais.
Les hussards rouges de la garde russe sont écrasés, ils ont perdus 400 hommes dont beaucoup de prisonniers. Les Russes ont eu trois généraux tués ou blessés et bon nombre de colonels et d'officiers supérieurs sont restés sur le champ de bataille.
Malgré les rapports la Gazette nationale et de Murat, affirmant que l'ennemi a perdu 5 000 à 6 000 hommes morts ou blessés et 1 500 prisonniers, le IVe corps russe a probablement perdu, selon Micheal Clodfelter, 2 500 hommes, morts et blessés. Les pertes totales françaises sont estimées à 3 000 et le 2e régiment de cuirassiers, après avoir enduré six heures de tirs d’artillerie, enregistre la perte de 187 chevaux.

## Après la bataille
Les Français ne comprennent pas où est passée l'armée russe. Ils ne peuvent pas la poursuivre non plus. Le général Belliard, interrogé par Napoléon sur l'état de la cavalerie, répondit simplement : « Encore 6 jours de marche, et la cavalerie disparaîtra ». Après avoir consulté les commandants militaires, Napoléon décide d'arrêter l'avancée en Russie.
Pendant que l'armée marche sur Vitebsk, le maréchal Davout est attaqué à Moguilev.